# الأوجام
الأوجام أو الآجام هي بلدة تابعة لصفوى تقع في الجهة الغربية من محافظة القطيف، في المنطقة الشرقية من المملكة العربية السعودية.
وتقع على بعد 9 كيلومترات من مركز مدينة القطيف وعلى منتصف الخط السريع (الظهران-الجبيل) الواصل بين مدينة الجبيل ومدينة الظهران. وهي من ضمن منطقة زراعية.

## الموقع الجغرافي
يحد الأوجام من الشمال بلدة أم الساهك ومن الجنوب «البدراني»، ومن الشرق طريق (الظهران– الجبيل) السريع، ومن الغرب محافظة البيضاء وتبلغ مساحة البلدة 16 كيلومترًا مربعًا.
تعدّ الأوجام واحةً وسط الصحراء قبل الزحف العمراني.
وقد تميّزت ببساتين النخيل التي تحيطها ومناخها التابع لمناخ المنطقة الشرقية القاريّ الجاف، مع فروق طفيفة تعزو إلى بُعد الأوجام عن الساحل.

## التسمية
تعرف هذه القرية، اليوم، باسم «الأوجام»، والوَجَم، حجارةٌ مركومةٌ بعضُها فوق بعض؛ جمعُها أوجام. جاء في القامــوس المحيط أنّ الأوجام أبنية يُهتدى بها في الصحارى. وصفها المستشرق الإنجليزي «لوريمر» الذي كتب عن القطيف وقراها بقوله: «تقعُ الآجام في وسط المنطقة الزراعية وبها ينبوع عَقَق». وقيل أيضاً أن الأوجامَ في العربية تعني «الآجام» وهي النخيل الكثير، ويُعزى ذلك إلى أن القرية كانت تحيطها النخيل بها من جميع الجهات. والآجام أيضاً مرتع السباع.

## المناخ
يتبع مناخ الأوجام مناخ المنطقة الشرقية القاري الجاف، إلا باختلافات طفيفة يمكن أخذها بعين الاعتبار لبعد الأوجام عن الساحل.

## المياه الجوفية
اشتهرت الأوجام قديماً بكثرة العيون التي قاربت الثلاثين عيناً، ولعذوبة مياهها كانت في ذلك الوقت مصدراً للماء العذب للبلدات المجاورة، ومن العيون الواضحة آثارُها «عين عقعق» و«عين الحضيرة» و«عين الجديدة»، أما بقية العيون، فقد أُهملت ورُدمت.
1. عين مدي: كان يستخدمها الأهالي للعلاج.
2. عين عقعق: أحد العيون المشهورة وقد كان يستخدمها أهالي الاوجام للزراعة، اما الآن فقد توقفت عن التدفق نتيجةً لسحب المياه منها.
3. عين البشرية: هذه العين تستخدم للسباحة.

## التركيبة السكانية

### عدد السكان
بلغ عدد سكان الأوجام حسب إحصائية مصلحة الإحصائيات العامة والمعلومات لعام 1431 هـ (2010م) أكثر من 12,000 نسمة، و25% منهم أجانب مقيمين عاملين بالبلدة. من أشهر العائلات والقبائل فيها: آل جميع، و الناصر ، والرهن، والسنان، و العاشور، والمبارك، والمرزوق، والهاشم. 
| سعوديون | غير سعوديون | المجموع |
| ------- | ----------- | ------- |
| 9111    | 3130        | 12241   |

### أعلام الأوجام
من أعلام بلدة الأوجام:
منصور بن محمد بن علي العاشور، وهو شاعر وخطيب معروف على مستوى المنطقة، كان أول مدرّس يعلم الكتابة والقراءة لأبناء الأوجام، توفي عام 1420هـ.
الخطيب حسن محمّد مهدي آل ناصر، تعلّم في كتاتيب بلدة القديح، فحفظ أجزاء من القرآن الكريم، وأتقن الكتابة والقراءة، ثم اتجه إلى تعليم الخطابة وأساليبها.

### العمادة
عُرفت الأوجام بنظام «العُمدة» في نسيجها الاجتماعي، وكانت الحكومة تُعيّن العمدة على أنه المسؤول عن الحياة العامة في القرية.
أبرز الذين تولوا العمادة في الأوجام:
محمد بن علي المرزوق، وأخوه راشد بن علي المرزوق، وحسين بن محمد بن حسن السنان، وصالح بن علي بن صالح آل محمد.

## المساجد والحسينيات
في الأوجام عدة مساجد، منها: 
- مسجد الإمام عليّ عليه السلام الواقع جنوب البلدة، والذي أُعيد افتتاحه في شهر شعبان من سنة 1436 بعد أعمال الصيانة.[2]
- مسجد الإمام الصادق عليه السلام، ويقع في «حيّ الصادق» في المخطط الجنوبي.
- مسجد الإمام القائم عجّل الله تعالى فرجه الشريف المعروف سابقاً باسم «المسجد الشرقي»، وقد جُدِّد بناؤه وجرى توسعته.[2]

وفيها عدّة حسينيات؛ منها حسينية الزهراء عليها السلام، وحسينية عبد الرحيم الناصر، وحسينية آل المبارك، وحسينية السنان، وحسينية العاشور، حيث تُحيى فيها المناسبات الدينية الشيعية وتزداد نشاطاً في شهرَي محرّم وصفر؛ إضافةً إلى إنشاء صندوق خيري لمساعدة الشباب على الزواج، يُسمّى «صندوق الزواج الخيري بالأوجام»، ويقع مقرّه بالقرب من حسينية الناصر.

## الآثار والمواقع التاريخية

### قبر النبي اليسع
يُقال أن النبي اليسع دُفِنَ في مقبرة الآجام، وقد بُني على قبره ضريحاً. والذي يقع جنوب غربي القرية. يفد الأهالي المحليون لزيارة قبره لتقديم النذور والتوسل.

## التاريخ
التراث الآجامي مشابه لتراث منطقة القطيف والبحرين عمومًا. حيث يرجع بعض المؤرخين ان الآجاميين وفدوا مع أبي سعيد الجنابي القرمطي إلى القطيف وسكنوا المنطقة المسماة باسمهم. إلا أنَّ آخرون يرجحون ان الآجام نشأت بعد نزوح كثير من الناس من مناطق النزاعات الناشئة بين القبائل في الماضي. ولأن الآجام في ذلك الوقت كانت بعيدة عن العمران؛ فقد جذبت اليها السكان، وبدت كمجتمع ريفي وسط النخيل حيث اعتمد أهل القرية سابقاً على الزراعة كحرفة أساسية، وكان بالاوجام بعض الآثار التاريخية حسب بعض المصادر الا ان التوسع العمراني والتطور الذي لحق بالبلدة طمس مثل هذه الآثار.